# Новица Гушић
Новица Гушић (Братач, 24. септембар 1941 — Београд 8. март 2020) био је пуковник Војске Републике Српске. Током Одбрамбено-отаџбинског рата био је командант 13. моторизоване бригаде и 8. моторизоване бригаде.

## Биографија
Новица Гушић је рођен у невесињском селу Братач 1941. године, као близанац са братом Томиславом. Од оца Новице и мајке Даринке. Име је добио по оцу који је неколика мјесеца раније, 27. јуна, погинуо у борби са усташама које су из Калиновика преко Морина долазиле у испомоћ угроженом усташком гарнизону у Невесињу. Браћа су четири разреда основне школе завршила у Братачу, а друга четири у Невесињу. Након осмогодишње школе Новица је упућен у Војно-индустријску школу у Земуну. Ту се први пут одвојио од брата близанца, који је упућен на школовање у Трстеник. Пошто Новица није имао афинитета према науци која му се нудила у Земуну, ту школу је напустио и конкурисао за средњу подофицирску саобраћајну школу у Ријеци. Њу је завршио 1959. године и као водник отишао на службу у Скопље. Ту је остао само три мјесеца, а крајем године прекомандован је у састав војне полиције у Приштини.
Године 1961. започео је школовање на Војној академији у Београду, а 1965. године, као млади потпоручник, распоређен у гарнизон Марибор. На служби у гарнизону Пула провео је 1967. годину, а 1968. године поново се вратио у Марибор. Године 1970. дошао је на службу у гарнизон Београд. У периоду од 1973. до 1975. године завршио је школовање на Командно-штабној академији. Након школовања остао је у гарнизону Београд до 1988. године, када је поново отишао у Марибор. Ту је био до 1991. године, када је ЈНА дефинитивно отишла из Словеније.
У богатој официрској каријери обављао је командне дужности од командира вода до команданта саобраћајног батаљона, а од управних дужности био је начелник саобраћајне службе Центра високих војних школа у Београду и начелник саобраћајне службе Мариборског корпуса. У мају 1992. године дошао је у Херцеговину ради обиласка јединице која је дислоцирана из Мариборског корпуса, гдје је остао до 7. јуна, када се чудним сплетом околности нашао на дужности команданта 13. бригаде у Дубравама. Ова бригада је била под сталним нападима хрватске војске и била је принуђена да напусти долину Неретве. Од остатака ове бригаде и 10. моторизоване бригаде формирана је 16. јуна 8. моторизована бригада чији је први командант постао Новица Гушић.
Команда бригаде је 16. јуна покренула битку за повратак на Подвележје и заузимање релеја на Вележу. Борбе су трајале до 9. јула, а бригада је успела да запоседне доминантне висове над Мостаром и долином Неретве, које ће држати до краја рата. Током рата дао је велики допринос у одбрани Невесиња и Херцеговине, нарочито у Првој митровданској офанзиви. Пензионисан је августа 1994.
Преминуо је 8. марта 2020. у Београду. а сахрањен, уз војне почасти, у православном гробљу Дреновик у Кифину Селу код Невесиња.

## Одликовања и признања
- Медаља годишњице ЈНА за 30 година
- Медаља годишњице ЈНА за 40 година
- Медаља годишњице ЈНА за 50 година
- Орден рада са златним венцем,
- Орден за војне заслуге са сребрним мачевима,
- Орден Народне Армије са сребрном звијездом,
- Орден за војне заслуге са златним мачевима
- Орден Милоша Обилића (28. јуна 1993)
- Златна повеља "Слободне Херцеговине" (2019)[1]
- Повеља Општине Невесиње